# Morcelliana
Morcelliana è una casa editrice cattolica con sede a Brescia.

## Storia
Fu fondata nel 1925 da un gruppo di giovani cattolici: Alessandro Capretti, Antonio Cottinelli, Mario Bendiscioli, Giulio Bevilacqua, Carlo Manziana, Fausto Minelli, Giovanni Battista Montini (futuro papa Paolo VI). Il nome deriva da Stefano Antonio Morcelli, sacerdote lombardo di Chiari.
Le pubblicazioni trattano di esegesi biblica, letteratura cristiana antica, spiritualità sia cristiana che ebraica, teologia, filosofia, scienza delle religioni e storia. Oltre ai numerosi libri, la casa editrice propone diversi periodici: Henoch, Adamantius, Hermeneutica, Humanitas, Studi e materiali di storia delle religioni e la Rivista di Storia del Cristianesimo.
Nel corso della sua storia ha dato spazio ad autori come Jacques Maritain, Karl Adam, Hans Urs von Balthasar, Hubert Jedin, Cornelio Fabro, don Giuseppe De Luca. E poi Mario Apollonio, Piero Bargellini, Paolo Becchi, Robert Hugh Benson, Giulio Bevilacqua, Gilbert Keith Chesterton, Alcide De Gasperi, Mauro Pesce, Karl Rahner, Joseph Ratzinger, Paul Ricœur, Alessandro Spina. Nel 2004 inizia la pubblicazione dell'Opera omnia di Romano Guardini, suddivisa in 27 tomi, uno all'anno. Pubblica anche la Bibbia dei Settanta a cura di Paolo Sacchi in cui confronta la versione ebraica della Bibbia con quella greca.
Nell'ottobre 2016 rileva dall'Editrice La Scuola il ramo d'azienda della saggistica. Nel maggio 2018 dà il nuovo nome di Scholé al  catalogo di saggistica de La Scuola realizzato in 110 anni di storia.